# Myny-Futbol'nyj Klub Lokomotyv Charkiv
Il Myny-Futbol'nyj Klub Lokomotyv Charkiv (in ucraino Міні-футбольний клуб «Локомотив» Харків?), noto semplicemente come Lokomotyv Charkiv, è stata una società ucraina di calcio a 5 con sede a Charkiv.

## Palmarès
- Campionato ucraino: 3
2012-2013, 2013-2014, 2014-2015
- Coppa d'Ucraina: 3
2008-2009, 2015-2016, 2016-2017